# Jens-Ole Malmgren
Jens-Ole Malmgren (født 16. februar 1946) er en dansk komponist, klaveruddannet hos Leif Bülow Nielsen 1967-68, derefter selvstudier i komposition.
Tilbragte nogle lærerige år med Gruppen for Alternativ Musik, hvor bl.a. sørgemusikken "Halvfem" blev opført ved en koncert i Sankt Nikolai Kirke i anledning af nedlæggelsen af den sidste sporvogn i København i 1972.
Var involveret en årrække i organisationsarbejde for DUT (Det Unge Tonekunstnerselskab) og Dansk Komponist Forening.
Første uropførelse var "Sekstet" for fløjte, obo og strygekvartet ved en DUT-koncert i 1971. Værker for små og større ensembler, bl.a. "Circulations" for klaver til Elisabeth Klein, udgivet af Samfundet til Udgivelse af Dansk Musik, uropført 1976.
Orkestersuiten "Den lille Prins" blev delvis uropført ved Ung Nordisk Musikfest i Oslo 1973. "Savoyages" symfoni i 2 satser blev opført af Sønderjyllands Symfoniorkester i 1974. "Dancing Circus" bestilt og uropført af Randers Byorkester, dirigent Lavard Friisholm i 1977. "3 stykker for blæserkvintet" bestilt og uropført af Den Danske Blæserkvintet i 1977. "Kvintet" bestilt af Randers Festival 1978 og uropført ved samme lejlighed.
Tildelt Statens Kunstfonds 3-årige arbejdslegat fra 1977.
"Tango Quizás!" for solo guitar på opfordring af Jens Bang-Rasmussen, uropført i Argentina 1999.
"Symphonic Jazz 1 - Traditional" afsluttet i 2007 - en opfølgning "Symphonic Jazz 2 - Avantgarde" er planlagt.
"12 tunes" for solo accordeon til  Allan Harboe Karlsson, uropført i Allerød oktober 2007. 

## Musik
- 1971 "Sekstet" for fløjte, obo, strygekvartet
- 1971 ”Stemninger” for alt-stemme og klaver
- 1971 ”Tværfløjtens nedkomst” for fløjte, fagot, violin, percussion
- 1971 ”Ole Lukøje variationer” for klaver
- 1972 "Halvfem" - sørgemusik for 2 violiner og viola
- 1972 "Trio” for fløjte, obo, saxofon
- 1973 "Klaversonate”
- 1973 "Årets Ring” - 12 sange til digte af Frank Jæger for kor a’capella
- 1974 "Savoyages" symfoni i 2 satser
- 1973 "Den lille Prins" - Orkestersuite
- 1976 "Circulations" for klaver til Elisabeth Klein
- 1977 "Dancing Circus" for symfoniorkester
- 1977 "På tværs og langs” for fløjte og klaver
- 1977 "3 stykker for blæserkvintet"
- 1977 "Turn on when you turn on” for 3 saxofoner.
- 1978 "Kvintet for blæsere"
- 1979 "Structures in rhytm and blues” for saxofon
- 1980/2014 ”Omkring Hamlet”, opera i 6 billeder, fortællerafsnit af Johs. Sløk (under udarbejdelse).
- 1999 "Tango Quizás!" for solo guitar
- 1996-2011 Arbejde med musical projekt "Shine On".
- 2006 "Symphonic Jazz 1 - Traditional"
- 2007 "12 tunes" for solo accordeon
- 2009-2014 ”Helike”, opera i 6 scener, oldgræsk libretto af Franz Knappik, ide af Andreas Drekis.
- 2013 ”Der BabelƨTurm” for sopran og kammerensemble, tekst af Saadi og J.W. von Goethe.
- 2013 ”Für Regitze” for klaver, til Regitze Køhn.
- 2013 ”Momente in Bamberg” for klaver, til Edith Giessler.
- 2013 ”We are all travellers” for vokal og klaver, tekst af Maria Fuchs
- 2014 ”We are all travellers” udgave for kor a capella, tekst af Maria Fuchs
- 2015 "Lights" for symfoniorkester med klaver.

## Eksterne kilder og henvisninger
- Sekretariat for ny kompositionsmusik
- Dansk Komponist Forenings Komponistbase
- Egen hjemmeside